# Koordinator der Bundesregierung für die maritime Wirtschaft und Tourismus

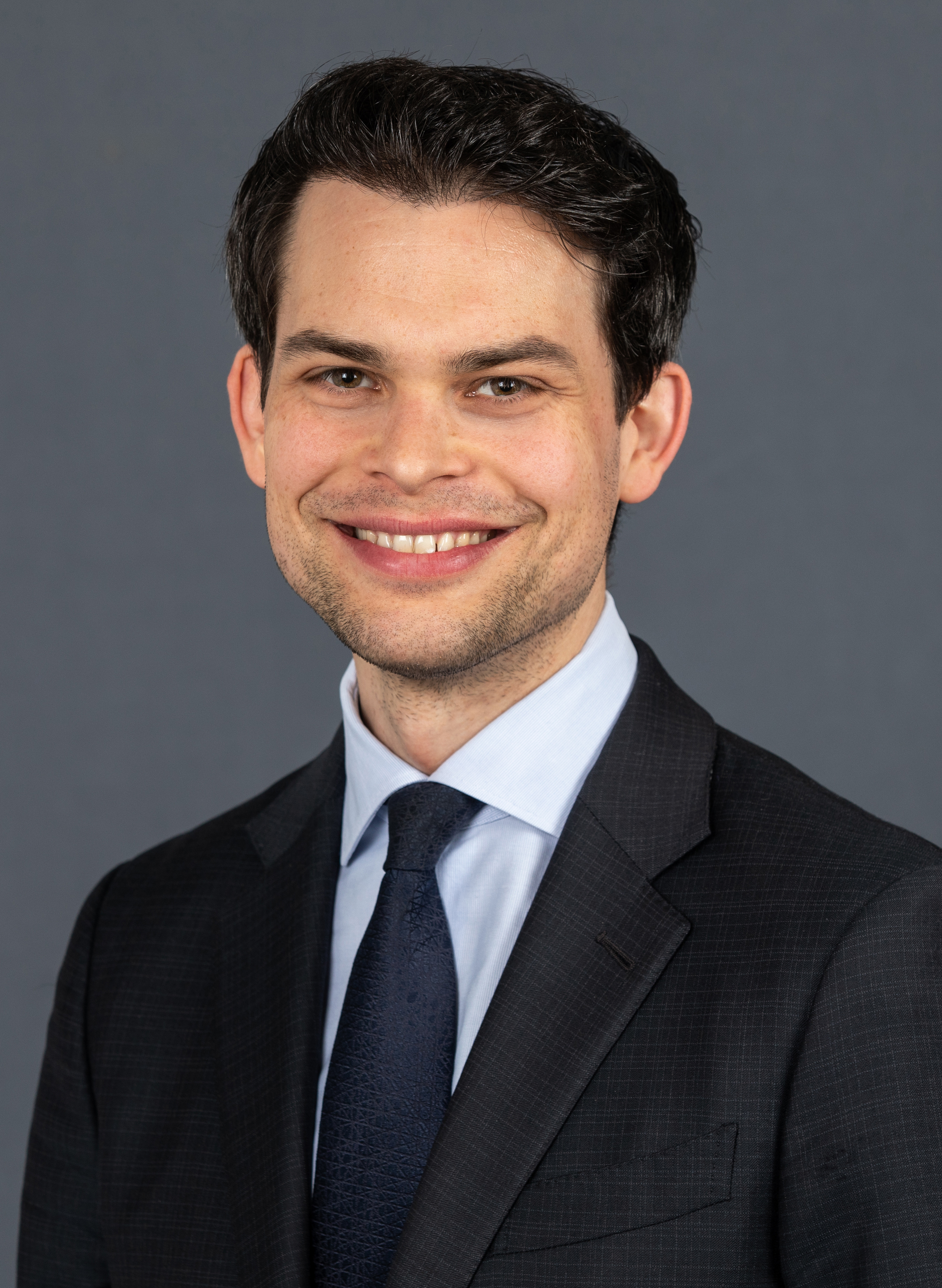
Christoph Ploß (2020)

Der Koordinator der Bundesregierung für die maritime Wirtschaft und Tourismus ist im Bundesministerium für Wirtschaft und Klimaschutz angesiedelt. Koordinator ist seit Mai 2025 Christoph Ploß (CDU).
Das Amt entstand am 5. Januar 2022 durch Zusammenlegung des Koordinators der Bundesregierung für die maritime Wirtschaft (auch als Maritimer Koordinator bezeichnet) und des Beauftragten der Bundesregierung für Tourismus.

## Geschichte
Das Amt des Maritimen Koordinators wurde 2000 von damaligen Bundeskanzler Gerhard Schröder eingerichtet und wurde bis 2018 jeweils durch einen Staatssekretär oder einen Parlamentarischen Staatssekretär aus dem Bundeswirtschaftsministerium bekleidet. Am 11. April 2018 berief die Bundesregierung (Kabinett Merkel IV) mit dem Bundestagsabgeordneten Norbert Brackmann erstmals einen Funktionsträger in das Amt, der nicht beamteter Staatssekretär oder Parlamentarischer Staatssekretär war.
Am 5. Januar 2022 beschloss das Kabinett Scholz die Zusammenlegung des Koordinators der Bundesregierung für die maritime Wirtschaft und des Beauftragten der Bundesregierung für Tourismus und benannte Claudia Müller (Grüne) für das neu zugeschnittene Amt. Sie legte das Amt Ende Dezember 2022 nieder, um ihr Amt als Parlamentarische Staatssekretärin beim Bundesminister für Ernährung und Landwirtschaft anzutreten. Am 18. Januar 2023 wurde Dieter Janecek (Grüne) zum Koordinator für die maritime Wirtschaft und Tourismus ernannt. Am 28. Mai 2025 übernahm Christoph Ploß (CDU) das Amt.

## Aufgaben
Zu den Aufgaben des Maritimen Koordinators gehören die in der Maritimen Agenda 2025 beschriebene Koordinierung und die Bündelung der Maßnahmen der Bundesregierung zur Stärkung der internationalen Wettbewerbsfähigkeit Deutschlands in den Bereichen der maritimen Wirtschaft bestehend aus Meerestechnik, Schiffbau, Seeschifffahrt, Hafenwirtschaft, maritime Zulieferindustrie, Binnenschifffahrt und Fischerei.

## Nationale Maritime Konferenzen
Dem Maritimen Koordinator obliegt die Organisation, Veranstaltung und Leitung von Nationalen Maritimen Konferenzen. Die erste dieser Konferenzen wurde vom Bundesministerium für Wirtschaft und Technologie zur Stärkung der internationalen Wettbewerbsfähigkeit der maritimen Wirtschaft am 13. Juni 2000 in Emden veranstaltet und vom damaligen Bundeskanzler Gerhard Schröder eröffnet.
Bisher fanden elf Konferenzen statt:
1. Emden (13. Juni 2000)
2. Rostock (6. November 2001)
3. Lübeck (26. Mai 2003)
4. Bremen (25. Januar 2005)
5. Hamburg (4. Dezember 2006)
6. Rostock (29./30. März 2009)
7. Wilhelmshaven (27./28. Mai 2011)
8. Kiel (8./9. April 2013)
9. Bremerhaven (19./20. Oktober 2015)
10. Hamburg (4. April 2017)[5]
11. Friedrichshafen (22./23. Mai 2019)[6]

Die 12. Konferenz fand am 10. und 11. Mai 2021 wegen der COVID-19-Pandemie in Deutschland online statt.

## Amtsinhaber

### Koordinatoren für die maritime Wirtschaft (bis 2021)
- 2000–2002: Axel Gerlach
- 2002–2005: Georg Wilhelm Adamowitsch (SPD)
- 2005–2009: Dagmar Wöhrl (CSU)
- 2009–2013: Hans-Joachim Otto (FDP)
- 2013–2018: Uwe Beckmeyer (SPD)
- 2018–2021: Norbert Brackmann (CDU)

### Beauftragte für Tourismus (bis 2021)
- 2018–2021: Thomas Bareiß (CDU)

### Koordinatoren für die maritime Wirtschaft und Tourismus (seit 2022)
- 2022: Claudia Müller (Grüne)
- 2023–2025: Dieter Janecek (Grüne)
- seit 2025: Christoph Ploß (CDU)